# Wiejkówko
Wiejkówko (deutsch Klein Weckow) ist ein Dorf in der Woiwodschaft Westpommern in Polen. Es gehört zur Gmina Wolin (Stadt- und Landgemeinde Wollin) im Powiat Kamieński (Camminer Kreis).

## Geographische Lage
Das Dorf liegt in Hinterpommern, etwa 40 km nördlich von Stettin und etwa 20 km südlich der Kreisstadt Kamień Pomorski (Cammin).
Das Dorf liegt abseits der größeren Straßen. Die nächsten Nachbarorte sind im Südwesten Siniechowo (Schinchow), im Westen Koniewo (Kunow) und im Norden Wiejkowo (Groß Weckow). Etwa 4 Kilometer westlich liegt die Küste des Stettiner Haffs.

## Geschichte
Klein Weckow war ein Lehen der adligen Familie von Knuth. Der letzte männliche Familienangehörige, Caspar Henning von Knuth, erwirkte im Jahre 1763 die Allodifikation des Besitzes. Nach seinem Tod fiel Klein Weckow an eine seiner Töchter, die mit einem Bernhard Ludwig von Ploetz verheiratet war, wodurch Klein Weckow an die adlige Familie von Ploetz kam.
Um 1780 bestanden in Klein Weckow ein Ackerwerk, also der Gutshof, eine Schäferei, eine Wassermühle, vier Bauernstellen und vier Kossätenstellen, insgesamt 18 Haushaltungen („Feuerstellen“). Klein Weckow gehörte damals zum Flemmingschen Kreis.
Bis 1945 bildete Klein Weckow einen Wohnplatz in der Landgemeinde Weckow im Landkreis Cammin i. Pom.
1945 kam Klein Weckow, wie ganz Hinterpommern, an Polen. Es erhielt den polnischen Ortsnamen „Wiejkówko“.

## Söhne und Töchter des Ortes
- Albert von Ploetz (1803–1876), deutscher Gutsbesitzer, Landrat des Kreises Cammin und Vizepräsident des Preußischen Herrenhauses